# Dyskografia Evanescence
Poniższa lista przedstawia dyskografię amerykańskiego zespołu rockowego Evanescence. Grupa powstała w 1995 roku w Little Rock w stanie Arkansas z inicjatywy wokalistki Amy Lee i gitarzysty Bena Moody’ego. Dyskografia zespołu obejmuje: trzy albumy studyjne, jeden album koncertowy, jedenaście singli, jeden wideogram i dziesięć teledysków.
Wydany 4 marca 2003 roku debiutancki album zatytułowany Fallen w Stanach Zjednoczonych uzyskał status siedmiokrotnej platynowej płyty. Z kolei drugi album pt. The Open Door, który ukazał się w październiku 2006 roku, uzyskał status dwukrotnej platynowej płyty w Stanach Zjednoczonych oraz w Kanadzie. Znaczną popularnością w Stanach Zjednoczonych cieszyły się również single Call Me When You’re Sober (2006) i Bring Me to Life (2003), gdzie uzyskały status platynowej płyty, oraz singel My Immortal (2003), który otrzymał status złotej płyty. W 2011 roku zespół wydał swój trzeci studyjny album pt. „Evanescence”. Single promujące album to „What You Want” i „My Heart Is Broken”.

## Albumy
| Rok  | Tytuł                                                                                    | Pozycja na liście | Pozycja na liście | Pozycja na liście | Pozycja na liście | Pozycja na liście | Pozycja na liście | Pozycja na liście | Pozycja na liście | Pozycja na liście | Pozycja na liście | Pozycja na liście | Pozycja na liście | Pozycja na liście | Pozycja na liście | Certyfikat |
| Rok  | Tytuł                                                                                    | AUS               | GER               | CHE               | USA               | AUT               | NLD               | FRA               | ITA               | NZ                | POR               | SWE               | GBR               | BEL               | POL               | Certyfikat |
| ---- | ---------------------------------------------------------------------------------------- | ----------------- | ----------------- | ----------------- | ----------------- | ----------------- | ----------------- | ----------------- | ----------------- | ----------------- | ----------------- | ----------------- | ----------------- | ----------------- | ----------------- | --- |
| 2003 | Fallen - Data: 4 marca 2003 - Wydawca: Wind-up Records                                   | 1                 | 2                 | 2                 | 3                 | 1                 | 2                 | 2                 | 3                 | 2                 | 1                 | 3                 | 1                 | 4                 | 3                 | - RIAA: 7x platyna - IFPI: 3x platyna - ARIA: 6x platyna - GLF: 2x platyna - RIANZ: 5x platyna - BPI: 3x platyna - ZPAV: złoto |
| 2006 | The Open Door - Data: 2 października 2006 - Wydawca: Wind-up Records                     | 1                 | 1                 | 1                 | 1                 | 2                 | 2                 | 2                 | 2                 | 2                 | 2                 | 2                 | 2                 | 4                 | 8                 | - RIAA: 2x platyna - CRIA: 2x platyna - IFPI: platyna - ARIA: platyna                                                          |
| 2011 | Evanescence - Data: 11 października 2011 - Wydawca: Wind-up Records                      | 5                 | 5                 | 4                 | 1                 | 4                 | 14                | 8                 | 5                 | 3                 | 12                | 16                | 4                 | 15                | 32                | - BPI: srebro - MC: złoto |
| 2017 | Synthesis - Data: 10 listopada 2017 - Wydawca: BMG - Format: CD, LP, digital download    | 6                 | 5                 | 9                 | 8                 | 11                | 23                | 58                | 25                | 20                | 25                | 19                | 23                | 21                | 41                | |
| 2021 | The Bitter Truth - Data: 26 marca 2021 - Wydawca: BMG - Format: CD, LP, digital download | 3                 | 2                 | 1                 | 11                | 5                 | 15                | 34                | 20                | 15                | 2                 | 6                 | 4                 | 4                 | 15                | |
|      |                                                                                          |                   |                   |                   |                   |                   |                   |                   |                   |                   |                   |                   |                   |                   |                   | |

## Albumy koncertowe
| Rok  | Tytuł                                                                 | Pozycja na liście | Pozycja na liście | Pozycja na liście | Pozycja na liście | Pozycja na liście | Pozycja na liście | Pozycja na liście | Pozycja na liście | Pozycja na liście | Pozycja na liście | Pozycja na liście | Pozycja na liście | Certyfikat    |
| Rok  | Tytuł                                                                 | POR               | AUT               | SWE               | NLD               | GER               | FRA               | ITA               | AUS               | USA               | NZ                | IRE               | BEL               | Certyfikat    |
| ---- | --------------------------------------------------------------------- | ----------------- | ----------------- | ----------------- | ----------------- | ----------------- | ----------------- | ----------------- | ----------------- | ----------------- | ----------------- | ----------------- | ----------------- | ------------- |
| 2004 | Anywhere but Home - Data: 4 listopada 2004 - Wydawca: Wind-up Records | 4                 | 10                | 10                | 18                | 19                | 22                | 32                | 33                | 39                | 40                | 72                | 46                | - RIAA: złoto |

## Single
| Rok  | Tytuł                     |    | Pozycja na liście | Pozycja na liście | Pozycja na liście | Pozycja na liście | Pozycja na liście | Pozycja na liście | Pozycja na liście | Pozycja na liście | Pozycja na liście | Pozycja na liście | Pozycja na liście | Pozycja na liście | Pozycja na liście | Pozycja na liście | Pozycja na liście | Pozycja na liście | Pozycja na liście | Pozycja na liście | Pozycja na liście |    | Certyfikat                         | Album            |
| Rok  | Tytuł                     | PL | AUS               | ITA               | UK                | UK ROCK           | DNK               | GER               | IRE               | NOR               | SWE               | AUT               | NZ                | FRA               | USA               | USA ALT           | NLD               | CHE               | BEL               | CZE               | FIN               | HU | Certyfikat                         | Album            |
| ---- | ------------------------- | -- | ----------------- | ----------------- | ----------------- | ----------------- | ----------------- | ----------------- | ----------------- | ----------------- | ----------------- | ----------------- | ----------------- | ----------------- | ----------------- | ----------------- | ----------------- | ----------------- | ----------------- | ----------------- | ----------------- | -- | ---------------------------------- | ---------------- |
| 2003 | Bring Me to Life          | 4  | 1                 | 1                 | 1                 | 1                 | 2                 | 2                 | 2                 | 2                 | 2                 | 3                 | 3                 | 5                 | 5                 | 1                 | 6                 | 6                 | 7                 | 93                | 11                | 6  | - RIAA: platyna - ARIA: 2x platyna | Fallen           |
| 2003 | Going Under               | –  | 14                | 12                | 8                 | 2                 | –                 | 15                | 18                | 12                | 11                | 14                | 4                 | 16                | 4                 | 5                 | 26                | 13                | 28                | –                 | 19                |    | - ARIA: złoto                      | Fallen           |
| 2003 | My Immortal               | 9  | 4                 | 3                 | 7                 | 1                 | 7                 | 5                 | 20                | 2                 | 9                 | 11                | 2                 | 11                | 7                 | –                 | 5                 | 7                 | 5                 | 8                 | 9                 | 6  | - RIAA: złoto - ARIA: platyna      | Fallen           |
| 2004 | Everybody’s Fool          | –  | 23                | 4                 | 24                | –                 | 31                | –                 | 32                | 17                | –                 | –                 | –                 | –                 | –                 | 36                | 7                 | 35                | 35                | –                 | –                 | –  |                                    | Fallen           |
| 2006 | Call Me When You’re Sober | –  | 5                 | 4                 | 4                 | –                 | –                 | 13                | 13                | 15                | 23                | 7                 | 3                 | 20                | 10                | 4                 | 9                 | 6                 | –                 | 14                | 7                 | –  | - RIAA: platyna - ARIA: złoto      | The Open Door    |
| 2007 | Lithium                   | –  | 26                | 3                 | 32                | 1                 | –                 | 44                | 30                | –                 | 23                | 41                | 16                | –                 | –                 | –                 | –                 | 40                | –                 | 18                | –                 | –  |                                    | The Open Door    |
| 2007 | Sweet Sacrifice           | –  | –                 | –                 | –                 | –                 | –                 | 75                | –                 | –                 | –                 | –                 | –                 | –                 | 24                | –                 | –                 | –                 | –                 | –                 | –                 | –  |                                    | The Open Door    |
| 2007 | Good Enough               | –  | –                 | –                 | –                 | –                 | –                 | –                 | –                 | –                 | –                 | –                 | –                 | –                 | –                 | –                 | –                 | –                 | –                 | –                 | –                 | –  |                                    | The Open Door    |
| 2011 | What You Want             | –  | 86                | 86                | 72                | 1                 | 72                | 84                | –                 | –                 | –                 | –                 | –                 | –                 | 68                | 14                | –                 | –                 | –                 | 9                 | –                 | –  |                                    | Evanescence      |
| 2011 | My Heart Is Broken        | –  | –                 | –                 | –                 | –                 | –                 | 92                | –                 | –                 | –                 | 36                | –                 | –                 | 34                | –                 | –                 | –                 | –                 | 10                | –                 | 7  |                                    | Evanescence      |
| 2012 | Lost in Paradise          | –  | –                 | 31                | 174               | 9                 | –                 | –                 | –                 | –                 | –                 | 71                | –                 | –                 | 99                | –                 | –                 | 39                | –                 | –                 | –                 | –  |                                    | Evanescence      |
| 2017 | Imperfection              | –  | –                 | –                 | –                 | –                 | –                 | –                 | –                 | –                 | –                 | –                 | –                 | –                 | –                 | 39                | –                 | –                 | –                 | –                 | –                 | –  |                                    | Synthesis        |
| 2018 | Hi-Lo                     | –  | –                 | –                 | –                 | –                 | –                 | –                 | –                 | –                 | –                 | –                 | –                 | –                 | –                 | –                 | –                 | –                 | –                 | –                 | –                 | –  |                                    | Synthesis        |
| 2019 | The Chain                 | –  | –                 | –                 | 53                | –                 | –                 | –                 | –                 | –                 | –                 | –                 | –                 | –                 | 20                | 9                 | –                 | –                 | –                 | 16                | –                 | –  |                                    |                  |
| 2020 | Wasted on You             | –  | –                 | –                 | 41                | 35                | –                 | –                 | –                 | –                 | –                 | –                 | –                 | –                 | 26                | 16                | –                 | –                 | –                 | –                 | –                 | 16 |                                    | The Bitter Truth |
| 2020 | The Game Is Over          | –  | –                 | –                 | –                 | –                 | –                 | –                 | –                 | –                 | –                 | –                 | –                 | –                 | 11                | 15                | –                 | –                 | –                 | 14                | –                 | –  |                                    | The Bitter Truth |
| 2020 | Use My Voice              | –  | –                 | –                 | 39                | –                 | –                 | –                 | –                 | –                 | –                 | –                 | –                 | –                 | 9                 | –                 | –                 | –                 | –                 | 8                 | –                 | –  |                                    | The Bitter Truth |
| 2021 | Better Without You        | –  | –                 | –                 | –                 | –                 | –                 | –                 | –                 | –                 | –                 | –                 | –                 | –                 | –                 | –                 | –                 | –                 | –                 | –                 | –                 | –  |                                    | The Bitter Truth |

## Inne
| Rok  | Tytuł                                                         | Uwagi |
| ---- | ------------------------------------------------------------- | --- |
| 1998 | Evanescence - Data: grudzień 1998 - Wydawca: wydanie własne   | - minialbum - nakład: 100 sztuk |
| 1999 | Sound Asleep - Data: sierpień 1999 - Wydawca: wydanie własne  | - minialbum - nakład: 50 sztuk |
| 2000 | Origin - Data: 4 listopada 2000 - Wydawca: BigWig Enterprises | - album - nakład: 2500 sztuk |
| 2003 | Mystary EP - Data: styczeń 2003 - Wydawca: Wind-up Records    | - minialbum - wydawnictwo sprzedawane tylko podczas akustycznego koncertu w klubie Juanita’s w Little Rock w 2003                                   |
| 2016 | The Lost Whispers - Data: listopad 2016 - Wydawca:            | - kompilacja utworów, które nie dostały się na poprzednie płyty - wydawnictwo dostępne w internecie oraz w ramach winylowej The Ultimate Collection |

## Teledyski
| Rok  | Tytuł                       | Reżyseria            | Ref.    |
| ---- | --------------------------- | -------------------- | ------- |
| 2003 | „Bring Me to Life”          | Philipp Stölzl       | [ 102 ] |
| 2003 | „Going Under”               | Philipp Stölzl       | [ 103 ] |
| 2003 | „My Immortal”               | David Mould          | [ 104 ] |
| 2004 | „Everybody’s Fool”          | Philipp Stölzl       | [ 105 ] |
| 2006 | „Call Me When You’re Sober” | Marc Webb            | [ 106 ] |
| 2006 | „Lithium”                   | Paul Fedor           | [ 107 ] |
| 2007 | „Sweet Sacrifice”           | P. R. Brown          | [ 108 ] |
| 2007 | „Good Enough”               | Marc Webb & Rich Lee | [ 109 ] |
| 2011 | „What You Want”             | Meiert Avis          | [ 110 ] |
| 2012 | „My Heart Is Broken”        | Dean Karr            | [ 111 ] |
| 2013 | „Lost in Paradise”          | Blake Judd           | [ 112 ] |
| 2017 | „Imperfection”              | P. R. Brown          | [ 113 ] |
| 2018 | „Hi-Lo”                     | P. R. Brown          | [ 114 ] |
| 2020 | „The Chain”                 | P. R. Brown          | [ 115 ] |
| 2020 | „Wasted on You”             | P. R. Brown          | [ 116 ] |
| 2020 | „The Game Is Over”          | P. R. Brown          | [ 117 ] |
| 2020 | „Use My Voice”              | Eric D. Howell       | [ 118 ] |
| 2021 | „Better Without You”        | Eric D. Howell       | [ 119 ] |